# Trần Ngọc Tám
Trần Ngọc Tám (1926-2011) nguyên là một tướng lĩnh Bộ binh của Quân lực Việt Nam Cộng hòa, cấp bậc Trung tướng. Ông xuất thân từ trường Võ bị Liên quân Viễn Đông của Quân đội Pháp mở ra ở Đông Dương, tiếp nhận và huấn luyện thí sinh người bản xứ trở thành sĩ quan để phục vụ Quân đội thuộc địa. Thời gian tại ngũ, ngoài nhiệm vụ chỉ huy đơn vị Bộ binh, ông còn đảm nhiệm những chức vụ thuộc lĩnh vực Tham mưu và Quân huấn. Là một trong số ít sĩ quan được trọng dụng và được thăng cấp tướng ở thời kỳ Đệ Nhất Cộng hòa (Thiếu tướng năm 1958). Ông cũng từng là một nhà ngoại giao giữ vai trò đại sứ ở giai đoạn Đệ Nhị Cộng hòa.

## Tiểu sử & Binh nghiệp
Ông sinh ngày 12 tháng 3 năm 1926, trong một gia đình điền chủ giàu có tại Mỹ Tho, miền Tây Nam phần Việt Nam. Thiếu thời, ông học ở Mỹ Tho. Sau lên học ở Sài Gòn. Năm 1944, ông tốt nghiệp Trung học chương trình Pháp với văn bằng Tú tài bán phần (Part I).

### Quân đội thuộc địa Pháp
Tháng 7 năm 1946, ông nhập ngũ vào Quân đội Pháp, mang số quân: 46/101.821. Theo học khóa 1 Nguyễn Văn Thinh tại trường Võ bị Liên quân Viễn Đông Đà Lạt, khai giảng ngày 15 tháng 7 năm 1946. Ngày 2 tháng 7 mãn khóa tốt nghiệp với cấp bậc Thiếu úy hiện dịch. Ra trường, ông được điều động đi phục vụ tại Trung đoàn 1 Vệ Binh Nam Việt thuộc Quân đội Liên hiệp Pháp, giữ chức vụ Trung đội trưởng. Đầu năm 1949, ông được thăng cấp Trung úy và được cử làm Đại đội trưởng.

### Quân đội Quốc gia Việt Nam
Năm 1952, chính thức từ Quân đội Liên hiệp Pháp chuyến sang phục vụ Quân đội Quốc gia, ông được thăng cấp Đại úy lên làm Tiểu đoàn trưởng. Đến cuối năm 1954, sau hiệp định Genève (20 tháng 7) ông được thăng cấp Thiếu tá giữ chức vụ Trưởng phòng Hành quân tại Bộ Tổng tham mưu.

### Quân đội Việt Nam Cộng hòa
Đầu năm 1955, bàn giao chức vụ Trưởng phòng hành quân, ông được cử đi làm Chi khu trưởng quận Đức Hòa, tỉnh Long An. Giữa năm ông được thăng cấp Trung tá và được bổ nhiệm làm Tỉnh trưởng Vĩnh Long. Ngày Quốc khánh Đệ Nhất Cộng hòa 26 tháng 10 năm 1956, ông được thăng cấp Đại tá và được bổ nhiệm chức vụ Tư lệnh Đệ tứ Quân khu Cao Nguyên thay thế Thiếu tướng Thái Quang Hoàng. Ngày một tháng 10 năm 1957, Đệ Tứ Quân khu cải danh thành Quân đoàn II đặt Bộ Tư lệnh tại Ban Mê Thuột, ông là Tư lệnh đầu tiên của Quân đoàn II tân lập. Cuối tháng 2 năm 1958, ông được thăng cấp Thiếu tướng nhiệm chức. Cuối tháng 7 năm 1959, ông được lệnh bàn giao chức vụ Tư lệnh Quân đoàn II lại cho Thiếu tướng Tôn Thất Đính. Sau đó được cử đi Hoa Kỳ du học lớp Tham mưu cao cấp (khóa 1959-2) thụ huấn 16 tuần tại trường Chỉ huy và Tham mưu Fort Leavenworth, tiểu bang Kansas. Liên tục học thêm 2 lớp nữa là khóa Dân sự vụ tại Fort Gordon, tiểu bang Georgia và khóa Vũ khí cận đại tại Fort Bliss, tiểu bang Texas. Giữa năm 1960, mãn khóa về nước, thay thế Đại tá Đỗ Cao Trí giữ chức vụ Tư lệnh Đệ Tam Quân khu đặt tại Kontum.
Ngày 13 tháng 4 năm 1961, Đệ Tam Quân khu giải tán để sáp nhập vào Quân đoàn II, chuyển về miền Đông Nam phần, ông được bổ nhiệm làm Tư lệnh Sư đoàn 5 Bộ binh thay thế Đại tá Nguyễn Văn Chuân được cử đi làm Chỉ huy trưởng trường Võ khoa Thủ Đức. Trung tuần tháng 10 cùng năm, ông nhận lệnh bàn giao chức vụ Tư lệnh Sư đoàn 5 lại cho Đại tá Nguyễn Đức Thắng.
Sau cuộc đảo chính Tổng thống Ngô Đình Diệm ngày 1 tháng 11 năm 1963. Ngày 3 tháng 11, ông được cử làm Chỉ huy trưởng trường Võ khoa Thủ Đức thay thế Đại tá Phan Đình Thứ. Ngày 27 tháng 11, ông tổ chức lễ mãn khóa 15 Cách mạng sĩ quan trừ bị.
Sau cuộc Chỉnh lý nội bộ ngày 30 tháng 1 năm 1964 của tướng Nguyễn Khánh. Tháng 3, ông tổ chức lễ mãn khóa 16 Võ Tánh sĩ quan trừ bị. Đầu tháng 4, ông bàn giao chức Chỉ huy trưởng trường Võ khoa Thủ Đức lại cho Đại tá Bùi Hữu Nhơn, để đi làm Tư lệnh Quân đoàn III & Vùng 3 chiến thuật thay thế Thiếu tướng Lâm Văn Phát. Ngay sau khi nhận chức Tư lệnh Quân đoàn III ông được thăng cấp Trung tướng. Đầu tháng 10 cùng năm, bàn giao Quân đoàn III lại cho Thiếu tướng Cao Văn Viên. Giữa tháng 10, ông được chuyển về Bộ Tổng tham mưu giữ chức vụ Tư lệnh Địa phương quân và nghĩa quân thay thế Thiếu tướng Dương Ngọc Lắm.
Tháng 1 năm 1965, ông rời khỏi chức vụ Tư lệnh Địa phương quân và Nghĩa quân, đồng thời Bộ Tư lệnh đổi thành Bộ Chỉ huy, thay ông làm Chỉ huy trưởng Bộ chỉ huy Địa phương quân và Nghĩa quân là Đại tá Trương Văn Xương. Sau đó ông được cử làm Chủ tịch Ủy ban Điều hành Quốc tế Quân viện. Tháng 7 năm 1972, ông được cử đi làm Đại sứ Việt Nam Cộng hòa tại Thủ đô Bangkok, Thái Lan sau khi bàn giao Ủy ban Điều hành Quốc tế Quân viện lại cho Trung tướng Nguyễn Văn Mạnh. Tháng 3 năm 1974, ông được triệu hồi về nước và được giải ngũ với lý do phục vụ quân đội trên 20 năm.

## 1975
Ngày 30 tháng 4, ông cùng gia đình di tản khỏi Việt Nam. Sau đó sang định cư ở hạt Alameda, tiểu bang California, Hoa Kỳ.
Ngày 4 tháng 8 năm 2011, ông từ trần tại nơi định cư. Hưởng thọ 85 tuổi.